# Idaea mediaria
Idaea mediaria is een nachtvlinder uit de familie Geometridae, de spanners. 
De spanwijdte bedraagt tussen de 14 en 19 millimeter. De vleugels zijn lichtgrijs tot beige en donker bespikkeld. Over de vleugel loopt een opvallende rechte grijze tot bruine band. De vleugelzoom is wat lichter getekend.
De vlinder komt voor in Zuidwest-Europa, Corsica, Sardinië en Toscane. De voorkeur gaat uit naar droge en hete habitats tot hoogtes van 1300 meter boven zeeniveau, in uitzonderlijke gevallen zelfs tot 1900 meter boven zeeniveau.
Er vliegt van juni tot juli een jaarlijkse generatie. De rupsen zijn polyfaag en eten van verdorde blaadjes van kruidachtige planten.